# تشومة توبجي (حسيني)
تشومة توبجي (بالفارسية: چومه توپچی مسجد) هي منطقة سكنية تقع في إيران في قسم حسيني الريفي. يقدر عدد سكانها بـ 472 نسمة بحسب إحصاء 2016.